# 크라운제과
크라운제과는 대한민국의 제빵과 제과 업체이다. 본사는 서울특별시 용산구 한강대로72길 3 (남영동)에 있으며 죠리퐁으로 유명하다.

## 연혁
1947년 영일당제과(永一堂製菓)라는 이름으로 설립되었고, 1956년에 현재의 이름으로 변경했고, 1961년 크라운산도를 생산하였다. 1961년 서울특별시 중랑구 묵동에 묵동공장을 세웠고, 본사도 묵동에 있었다. 이후 기존 회사는 폐업처리하여 1968년 9월 18일 주식회사 크라운제과를 설립하였다. 1998년 1월 외환위기 때에 부도를 냈고 화의 절차를 밟았고, 이 때 묵동을 떠나 서초동으로 본사를 옮겼다. 2003년 화의 절차를 끝내고 정상화된 후 2005년 1월 해태제과를 인수인계하였고, 이는 업계 4위 업체가 2위 업체를 인수인계한 일로 많은 이의 관심을 모았다. 이후 본사를 남영동으로 이전했다. 2017년 3월 주식회사 크라운해태홀딩스로 사명을 변경하였고, 주식회사 크라운제과를 재설립하였다.
본사는 서울특별시 용산구에 있으며, 공장은 충청북도 진천군, 대전광역시 대덕구, 충청남도 아산시 등지에 있다.

## 발전
1987년 5월 온양공장건물을 준공하였고, 6월 안양공장건물도 준공하였다. 1988년 4월 (주)크라운엔지니어링 별도 법인을 설립하였고, 7월 (주)크라운스낵 별도 법인을 설립하였다. 1988년 11월 크라운 기술연구소를 발족하였고, 1990년 10월 파주공장을 준공하였고, 11월 (주)우리유업을 설립하였다. 1992년 3월 초콜33라인을 도입하였고, 1995년 9월 (주)크라운애드를 설립하였고, 12월 음료사업에 진출하였다. 1996년 4월 (주)크라운식품, (주)원젤리를 설립하였고, 와플라인도 도입하였다.

## 주요 제품[2]

### 비스킷류
- 크라운산도
- 쿠크다스
- 버터와플
- 참그린
- 그레이스
- 뽀또
- 치즈샌드
- 뽀나뜨
- 오곡쿠키
- 버터레몬
- 쭈쭈 동물원
- 초코하임
- 화이트하임
- 국희땅콩샌드
- 국희초코샌드
- 올가닉 통밀스낵
- 올가닉 올리브크래커
- 올가닉 웨하스
- 올가닉 키즈비스킷
- 올가닉 샌드
- 올가닉 키즈 쿠키
- 후레쉬스토리 소스크래커
- 후레쉬스토리 소프트와플

### 스낵류
- 죠리퐁
- 저지방 옥수수퐁
- 와글와글
- 초코퐁
- 빅카초
- 콘칩
- 못말리는 신짱
- 카라멜콘 땅콩
- 콘초
- 콘치
- 듀 팝스 팝콘
- 찹쌀 설병
- 찹쌀 선과

### 파이류
- 후레쉬스토리 초코롤케이크
- 후레쉬스토리 요거트파이
- 빅파이
- 텐더롤
- 베이키
- 롱스레이디
- 크림블
- 초코파이
- 오뉴

### 캔디·초콜릿류
- 새콤달콤
- 투투캔디
- 미니쉘
- 미니쉘파티
- 미니쉘 2종
- 미니쉘 아몬드
- 프레쉬스토리 화이버카라멜
- 프레쉬스토리 칼슘카라멜
- 마이쮸 자일리톨
- 마이쮸 오렌지
- 마이쮸 요구르트
- 마이쮸 사과맛
- 마이쮸 딸기맛
- 마이쮸 포도맛
- 마이쮸 복숭아맛
- 땅콩 카라멜
- 비단박하
- 미니쉘
- 블랙로즈
- 키커
- 리첼 바나나앤화이버
- 리첼 밀크앤칼슘
- 밀크볼
- 꼬마곰
- 밤양갱
- 오곡양갱
- 블랙로즈다크
- 웰빙 연양갱
- 짝꿍

## 사건 및 사고

### 상표권 분쟁
2004년 10월 일본의 모리나가 제과는 크라운제과 제품 마이쮸의 등록상표와 제품포장이 자사의 하이츄와 유사하다는 이유로 서울중앙지방법원에 상표권침해중지 및 부정경쟁행위금지 소송을 제기했다. 크라운제과는 이에 2005년 2월 1일에는 일본 내에, 5월에는 대한민국 특허청에 마이쮸를 상표로 등록하였다. 특허심판원에서는 "마이쮸는 하이츄의 권리범위에 속하지 않는다"며 '권리범위확인심판 승소'를 내렸다. 6월 2일 서울중앙지법 민사합의11부는 원고(모리나가)패소 판결을 내렸다.

### 식중독균 검출
크라운제과 자체 검사 결과, "2013년 11월 28일 이후 충북 진천군에 있는 공장에서 제조한 유기농웨하스 일부에서 식중독을 일으킬 수 있는 살모넬라균, 장염비브리오균과 함께 3대 식중독균으로 꼽히는 '황색포도상구균'이 기준치를 초과한 균이 검출되어 유통 중인 해당 제품 2만227상자를 자진 회수하기로 했다."고 식품의약품안전처 2014년 9월 26일 밝혔다.
이와 관련하여 서울서부지방검찰청 부정식품사범 합동수사단은 "2012년 1월부터 최근까지 충북 진천의 제조 공장에서 만든 유기농 웨하스에서 기준치 이상의 미생물과 식중독균을 검출했지만 폐기하지 않고 시가 23억원 상당의 제품을 파는 등 2009년부터 5년간 31억원 상당의 유기농 웨하스를 유통한 혐의를 받고 있다."는 "크라운제과 생산담당이사 신모(52)씨 등 3명을 식품위생법 위반 혐의로 구속 기소하고 공장장 김모(52)씨 등 5명을 불구속 기소했다"고 2014년 10월 9일 밝혔다.

## 같이 보기
- 해태제과식품